# Suarius iberiensis
Suarius iberiensis är en insektsart som beskrevs av Hölzel 1974. Suarius iberiensis ingår i släktet Suarius och familjen guldögonsländor. Inga underarter finns listade i Catalogue of Life.